# 72-га паралель північної широти
72-га паралель північної широти — лінія широти, що лежить на 72 градуси північніше земної екваторіальної площини, за Північним полярним колом, в Арктиці. Вона проходить через Атлантичний океан, Європу, Азію, Північний Льодовитий океан та Північну Америку.
На цій широті під час літнього сонцестояння сонце видно 24 години (полярний день), а під час зимового сонцестояння протягом доби тривають цивільні сутінки. У дні рівнодення через цю паралель проходить межа між полярними сутніками та полярною ніччю.
Це найнижча широта, на якій під час полярного дня настає золота година, оскільки сонце підіймається на 6° над горизонтом. Північніше 72°33'38.58804" пн.ш., тобто за 666,8 км на північ від Полярного кола, золота година ніколи не настає, навіть під час літнього сонцестояння.

## Список географічних об'єктів, що перетинає 72° пн. ш.
Починаючи з Гринвіцького меридіану та рухаючись на схід, 72-га паралель північної широти проходить через:
| Координати                                                   | Країна, територія або море | Примітки                                                                                               |
| ------------------------------------------------------------ | -------------------------- | --- |
| 72°0′ пн. ш. 0°0′ сх. д. / 72.000° пн. ш. 0.000° сх. д.      | Атлантичний океан          | Норвезьке море                                                                                         |
| 72°0′ пн. ш. 23°53′ сх. д. / 72.000° пн. ш. 23.883° сх. д.   | Баренцове море             | |
| 72°0′ пн. ш. 51°31′ сх. д. / 72.000° пн. ш. 51.517° сх. д.   | Росія                      | Нова Земля — проходить через Південний острів                                                          |
| 72°0′ пн. ш. 55°22′ сх. д. / 72.000° пн. ш. 55.367° сх. д.   | Карське море               | |
| 72°0′ пн. ш. 68°36′ сх. д. / 72.000° пн. ш. 68.600° сх. д.   | Росія                      | Проходить через півострів Ямал                                                                         |
| 72°0′ пн. ш. 72°31′ сх. д. / 72.000° пн. ш. 72.517° сх. д.   | Обська губа                | |
| 72°0′ пн. ш. 74°34′ сх. д. / 72.000° пн. ш. 74.567° сх. д.   | Росія                      | Гиданський півострів — проходить через Гиданську губу та Юрацьку губу[ru]                              |
| 72°0′ пн. ш. 80°50′ сх. д. / 72.000° пн. ш. 80.833° сх. д.   | Єнісейська затока          | |
| 72°0′ пн. ш. 82°32′ сх. д. / 72.000° пн. ш. 82.533° сх. д.   | Росія                      | |
| 72°0′ пн. ш. 129°8′ сх. д. / 72.000° пн. ш. 129.133° сх. д.  | Море Лаптєвих              | |
| 72°0′ пн. ш. 139°45′ сх. д. / 72.000° пн. ш. 139.750° сх. д. | Росія                      | |
| 72°0′ пн. ш. 149°57′ сх. д. / 72.000° пн. ш. 149.950° сх. д. | Східносибірське море       | |
| 72°0′ пн. ш. 178°1′ сх. д. / 72.000° пн. ш. 178.017° сх. д.  | Північний Льодовитий океан | |
| 72°0′ пн. ш. 152°16′ зх. д. / 72.000° пн. ш. 152.267° зх. д. | Море Бофорта               | |
| 72°0′ пн. ш. 125°45′ зх. д. / 72.000° пн. ш. 125.750° зх. д. | Канада                     | Північно-Західні території — проходить через острів Бенкс                                              |
| 72°0′ пн. ш. 120°20′ зх. д. / 72.000° пн. ш. 120.333° зх. д. | Протока Принца Уельського  | |
| 72°0′ пн. ш. 118°53′ зх. д. / 72.000° пн. ш. 118.883° зх. д. | Канада                     | Північно-Західні території — проходить через острів Вікторія Нунавут — проходить через острів Вікторія |
| 72°0′ пн. ш. 108°23′ зх. д. / 72.000° пн. ш. 108.383° зх. д. | Затока Хедлі[en]           | |
| 72°0′ пн. ш. 107°31′ зх. д. / 72.000° пн. ш. 107.517° зх. д. | Канада                     | Нунавут — проходить через острів Вікторія                                                              |
| 72°0′ пн. ш. 104°49′ зх. д. / 72.000° пн. ш. 104.817° зх. д. | Протока Мак-Клінток        | |
| 72°0′ пн. ш. 100°18′ зх. д. / 72.000° пн. ш. 100.300° зх. д. | Канада                     | Нунавут — проходить через острів Принца Уельського                                                     |
| 72°0′ пн. ш. 96°27′ зх. д. / 72.000° пн. ш. 96.450° зх. д.   | Протока Піл                | |
| 72°0′ пн. ш. 95°12′ зх. д. / 72.000° пн. ш. 95.200° зх. д.   | Канада                     | Нунавут — проходить через острів Сомерсет                                                              |
| 72°0′ пн. ш. 94°49′ зх. д. / 72.000° пн. ш. 94.817° зх. д.   | Протока Беллот[en]         | |
| 72°0′ пн. ш. 94°39′ зх. д. / 72.000° пн. ш. 94.650° зх. д.   | Канада                     | Нунавут — проходить через мис Мерчисон — найпівнічнішу точку континентальної Північної Америки         |
| 72°0′ пн. ш. 94°2′ зх. д. / 72.000° пн. ш. 94.033° зх. д.    | Протока Принца-Регента[en] | |
| 72°0′ пн. ш. 89°58′ зх. д. / 72.000° пн. ш. 89.967° зх. д.   | Канада                     | Нунавут — проходить через Баффінову Землю                                                              |
| 72°0′ пн. ш. 86°21′ зх. д. / 72.000° пн. ш. 86.350° зх. д.   | Затока Адміралтейства[en]  | |
| 72°0′ пн. ш. 86°0′ зх. д. / 72.000° пн. ш. 86.000° зх. д.    | Канада                     | Нунавут — проходить через Баффінову Землю                                                              |
| 72°0′ пн. ш. 74°8′ зх. д. / 72.000° пн. ш. 74.133° зх. д.    | Море Баффіна               | |
| 72°0′ пн. ш. 54°0′ зх. д. / 72.000° пн. ш. 54.000° зх. д.    | Гренландія                 | Проходить через півострів Нунавік[en]                                                                  |
| 72°0′ пн. ш. 25°0′ зх. д. / 72.000° пн. ш. 25.000° зх. д.    | Гренландія                 | Проходить через Стаунінзькі Альпи[en]                                                                  |
| 72°0′ пн. ш. 22°56′ зх. д. / 72.000° пн. ш. 22.933° зх. д.   | Атлантичний океан          | Гренландське море Норвезьке море                                                                       |